# جوزيه يو
جوزيه يو (بالصينية: 楊孫西) هو قاضي صلح ‏ صيني، ولد في نوفمبر 1938 في شيشي في الصين.